# Stellifer microps
Stellifer microps es una especie de pez de la familia Sciaenidae en el orden de los Perciformes.

## Morfología
• Los machos pueden llegar alcanzar los 20 cm de longitud total.

## Alimentación
Come organismos  bentónicos.

## Depredadores
En la Guayana Francesa es depredado por Hexanematichthys Proops .

## Hábitat
Es un pez de clima tropical y demersal que vive hasta los 40 m de profundidad.

## Distribución geográfica
Se encuentra en el  Atlántico occidental: desde Nicaragua y Costa Rica hasta Pará (Brasil ).

## Observaciones
Es inofensivo para los humanos.